# Isopropylthioxanthone
Die Isopropylthioxanthone (ITX) sind heterocyclische organisch-chemische Verbindungen, die als Fotoinitiator (Polymerisationsstarter) beim UV-Offsetdruck verwendet werden. Meist wird dabei ein Gemisch aus 2- und 4-Isopropylthioxanthon eingesetzt.

## Vertreter
| keine GHS-Piktogramme |

| Gefahrensymbol |

## Gesundheitliche Wirkung
Im Herbst 2005 wurden in Italien Babymilchprodukte der Firmen Nestlé und Milupa gefunden, in deren Tetra-Pak-Verpackung ITX enthalten war. Rückstände des Farbfixiers sind dabei nach Auffassung des Bundesinstitutes für Risikobewertung (BfR) durch Abklatschen beim Aufrollen von der Außen- auf die Innenseite der Verpackung übertragen worden. Tests ergaben, dass keine Gefahr einer Erbgutveränderung durch ITX zu erwarten sind. Die Hersteller Tetra-Pak und Elopak haben erklärt, seit 2005 auf ITX in der Produktion zu verzichten.
Die amerikanische Umweltschutzbehörde EPA hat ITX als stark umweltschädliche Chemikalie eingestuft, die auf Wasserorganismen giftig wirkt. Einer US-Studie von 1999 zufolge erlitten Arbeiter, die mit ITX in Berührung gekommen waren, Ausschläge an Kopf und Hals, als sie mit Sonnenlicht in Kontakt kamen. Der Einsatz im Lebensmittelbereich ist daher umstritten. Allerdings hielt das BfR einen Ersatz von ITX in Druckfarben in einer Stellungnahme von 2008 für nicht sachgerecht, da eine Risikobewertung der stattdessen verwendbaren, neueren Photoinitiatoren aufgrund der damaligen Datenlage noch nicht möglich ist. Für ITX liegen Daten vor, aus denen abgeleitet werden kann, dass die Substanz kein genotoxisches Potenzial besitzt und daher bei einem Übergang von bis zu 50 Mikrogramm pro Kilogramm (μg/kg) Lebensmittel als gesundheitlich unbedenklich betrachtet werden kann. Im Fall vom Photoinitiator Benzophenon bestätigte sich die Überlegung, in anderen Fällen nicht.

## Analytische Untersuchungen
Eine Analysenmethode zur Bestimmung des Isopropylthioxanthon-Gehalts von Milch, Joghurt und Fett wurde unter Verwendung des internen Standards 2,4-Diethylthioxanthon beschrieben.